# Lista över UN-nummer 0101 till 0200
Detta är en lista över UN-nummer 0101 till 0200.

## UN 0101 till 0197[1]
| UN-nummer         | Klass | Namn |
| ----------------- | ----- | --- |
| UN 0101           | 1     | Fyrverkarstubin, ej detonerande |
| UN 0102           | 1     | Detonerande stubin, rörstubin |
| UN 0103           | 1     | Antändningsrör |
| UN 0104           | 1     | Detonerande stubin med svag verkan, rörstubin |
| UN 0105           | 1     | Svartkrutsstubin, normalbrinnande |
| UN 0106 + UN 0107 | 1     | Tändrör |
| UN 0110           | 1     | Övningsgranater, hand eller gevär |
| UN 0113           | 1     | Guanylnitrosaminoguanylidehydrazin, fuktad, med minst 30 vikt-% vatten.                                                                                        |
| UN 0114           | 1     | Guanylnitrosaminoguanyltetrazen (Tetracen), fuktad, med minst 30 vikt-% vatten eller blandning av vatten och alkohol.                                          |
| UN 0118           | 1     | Hexolit (Hexotol), torr eller fuktad med mindre än 15 vikt-% vatten.                                                                                           |
| UN 0121           | 1     | Överföringständare |
| UN 0124           | 1     | Perforeringsanordningar, med RSV-laddning, för oljeborrhål, utan sprängkapsel                                                                                  |
| UN 0129           | 1     | Blyazid, fuktad, med minst 20 vikt-% vatten eller blandning av vatten och alkohol.                                                                             |
| UN 0130           | 1     | Blystyfnat (Blytrinitroresorcinat), fuktat, med minst 20 vikt-% vatten eller blandning av vatten och alkohol.                                                  |
| UN 0131           | 1     | Stubintändare |
| UN 0132           | 1     | Defladrerande metallsalter av aromatiska nitroföreningar, N.O.S.                                                                                               |
| UN 0133           | 1     | Mannitolhexanitrat (Nitromannitol), fuktat, med minst 40 vikt-% vatten eller en blandning av alkohol och vatten.                                               |
| UN 0135           | 1     | Kvicksilverfulminat, fuktat, med minst 20 vikt-% vatten eller blandning av vatten och alkohol                                                                  |
| UN 0136 - UN 0138 | 1     | Minor, med sprängladdning |
| UN 0143           | 1     | Nitroglycerin, okänsliggjort, med minst 40 vikt-% icke-flyktigt, vattenlösligt flegmatiseringsmedel.                                                           |
| UN 0144           | 1     | Nitroglycerin, lösning i alkohol, med mer än 1 % men högst 10 % nitroglycerin.                                                                                 |
| UN 0146           | 1     | Nitrostärkelse, torr eller fuktad med mindre än 20 vikt-% vatten.                                                                                              |
| UN 0147           | 1     | Nitrourinämne (Nitrourea) |
| UN 0150           | 1     | Pentaerytrittetranitrat (Pentaerytritoltetranitra, PETN), fuktat, med minst 25 vikt-% vatten, eller okänsliggjort med minst 15 vikt-% desensibiliseringsmedel. |
| UN 0151           | 1     | Pentytol, torr eller fuktad med mindre än 15 vikt-% vatten. |
| UN 0153           | 1     | Trinitroanilin (Pikramid) |
| UN 0154           | 1     | Trinitrofenol (Pikrinsyra), torr eller fuktad medmindre än 30 vikt-% vatten.                                                                                   |
| UN 0155           | 1     | Trinitroklorbensen (Pikrylklorid) |
| UN 0159           | 1     | Krutmassa (Krutpasta), fuktad, med minst 25vikt-% vatten. |
| UN 0160 + UN 0161 | 1     | Krut, röksvagt |
| UN 0167 - UN 0169 | 1     | Projektiler, med sprängladdning |
| UN 0171           | 1     | Lysammunition, med eller utan central-, separerings- eller drivladdning.                                                                                       |
| UN 0173           | 1     | Utlösningsanordningar, explosiva |
| UN 0174           | 1     | Explosiva nitar |
| UN 0180 - UN 0182 | 1     | Raketer, med sprängladdning |
| UN 0183           | 1     | Raketer, med inert stridsdel |
| UN 0186           | 1     | Raketmotorer |
| UN 0190           | 1     | Prov, explosivämne, andra än initialsprängämne |
| UN 0191           | 1     | Signalbloss, hand |
| UN 0192 + UN 0193 | 1     | Knallsignaler för järnväg |
| UN 0194 + UN 0195 | 1     | Nödsignaler |
| UN 0196 + UN 0197 | 1     | Röksignaler |